# Hanau
Hanau (pronuncia: Hànau) è una città tedesca di circa 100 000 abitanti situata nel land dell'Assia, precisamente nel circondario del Meno-Kinzig. Hanau sorge sul fiume Meno, 25 km a est di Francoforte, ed è un importante snodo dei trasporti. Si fregia del titolo di "Città con status speciale" (Sonderstatusstadt).

## Geografia fisica
Nel suo territorio le acque del fiume Kinzig confluiscono in quelle del Meno.

## Storia
Nelle sue vicinanze fu costruito un antico fortino ausiliario dei Romani a partire da Domiziano e che rimase attivo fino all'abbandono del limes germanico-retico nel 260 (vedi a tal proposito invasioni barbariche del III secolo).

## Conti di Hanau
I conti di Hanau hanno origine nel 1168 con Reinhard di Dorfelde (1168-28) che possedeva alcune terre estese ad est di Francoforte. 
La contea, temporaneamente annessa dall'elettore di Magonza (1404-19), diviene immediata dell'impero nel 1429.
La famiglia nel 1451, dopo Reinhard III (1419-51) si divise in due rami:
- Hanau-Münzenberg: linea originata da Reinhard IV (1452-52) con possessi in Assia. Nel 1642 la linea diretta si estingue con Johann Ernst (1641-42) e la contea in parte passa all'Assia Kassel, ricevuta in dote dall'erede Amalia che sposa il langravio Wilhelm V d'Assia Kassel, ed in parte alla linea cadetta dei Lichtenberg che a sua volta si estingue nel 1736.

L'intraprendenza del conte Friedrich Casimir (1642-85), cadetto di Lichtenberg, porta la contea, nella seconda metà del XVII secolo ad associarsi alla Compagnia olandese delle Indie occidentali, costituendo la Hanauische Indische Compagnie (1673), per lo sfruttamento delle terre americane poste tra l'Orinoco e il Rio delle Amazzoni (Guyana). Privo di eredi lascia la contea in piena crisi economica, adottando il nipote Johann Reinhard III di Liechtenberg (1680) che gli succede all'età di 15 anni sotto la reggenza della madre e dello zio Christian II di Zweibruecken Birkenfeld, e unifica le due contee.
- Hanau-Lichtenberg: linea cadetta originata da Philip I (1451-80) con possessi in Assia e nella valle del Reno (Babenhausen presso Darmstadt, Steinheim sul Meno, la città di Reineck, Steinau, Lemberg, Muenchweiler, Obersteinbach Wirrningen, le signorie di Lichtenberg e Lichtenau in Alsazia poi feudi vassalli della Francia), con capitale Philippsruhe. Philip Reinhard (1685-12) diviene principe dell'impero nel 1696.

Con Johann Reinhard III (1712-36), conte di Lichtenberg (1691), signore di Ochsenstein (1704), e principe di Hanau e Muenzenberg (1685), si estingue la famiglia (1736) e le terre degli Hanau sono ripartite per eredità tra i langraviati d'Assia Kassel (Hanau Lichtenberg e Willstatt di fronte a Strasburgo, dal 1648 i feudi con Philippsruhe passano sotto il protettorato francese e poi metà della contea dal 1697 vengono annessi al regno francese, lasciando solo come feudi imperiali autonomi Lemberg, Lichtenau e Willstadt fino al 1789) e d'Assia Darmstadt nel 1740 (Lichtenberg, Lichtenau in Alsazia e Baden) attraverso il matrimonio di Charlotte Christine (1717), figlia di Johann Reinhard III con il futuro langravio Ludwig VIII d'Assia Darmstadt. 
Nel 1777-82, per ordine del langravio d'Assia Kassel sono inviati 2.422 soldati mercenari della contea per combattere a fianco degli Inglesi nella guerra delle colonie nordamericane. Nel 1803 la contea è elevata a principato a favore del langravio di Kassel, ma nel 1806 è occupata dai Francesi e nel 1809 assorbita dal granducato di Francoforte, finché nel 1813 torna all'Assia elettorale fino al 1866.

## Sport
A Hanau è stata attiva la squadra di football americano degli Hanau Hawks, che ha vinto una Fed Cup.

## Trasporti
La città è situata sulla linea ferroviaria che collega Francoforte sul Meno con Aschaffenburg e la stazione ferroviaria più antica è quella di Hanau Ovest.

## Amministrazione

### Gemellaggi
- Dartford
- Tottori
- Jaroslavl'
- Conflans-Sainte-Honorine
- Francheville

## Galleria d'immagini

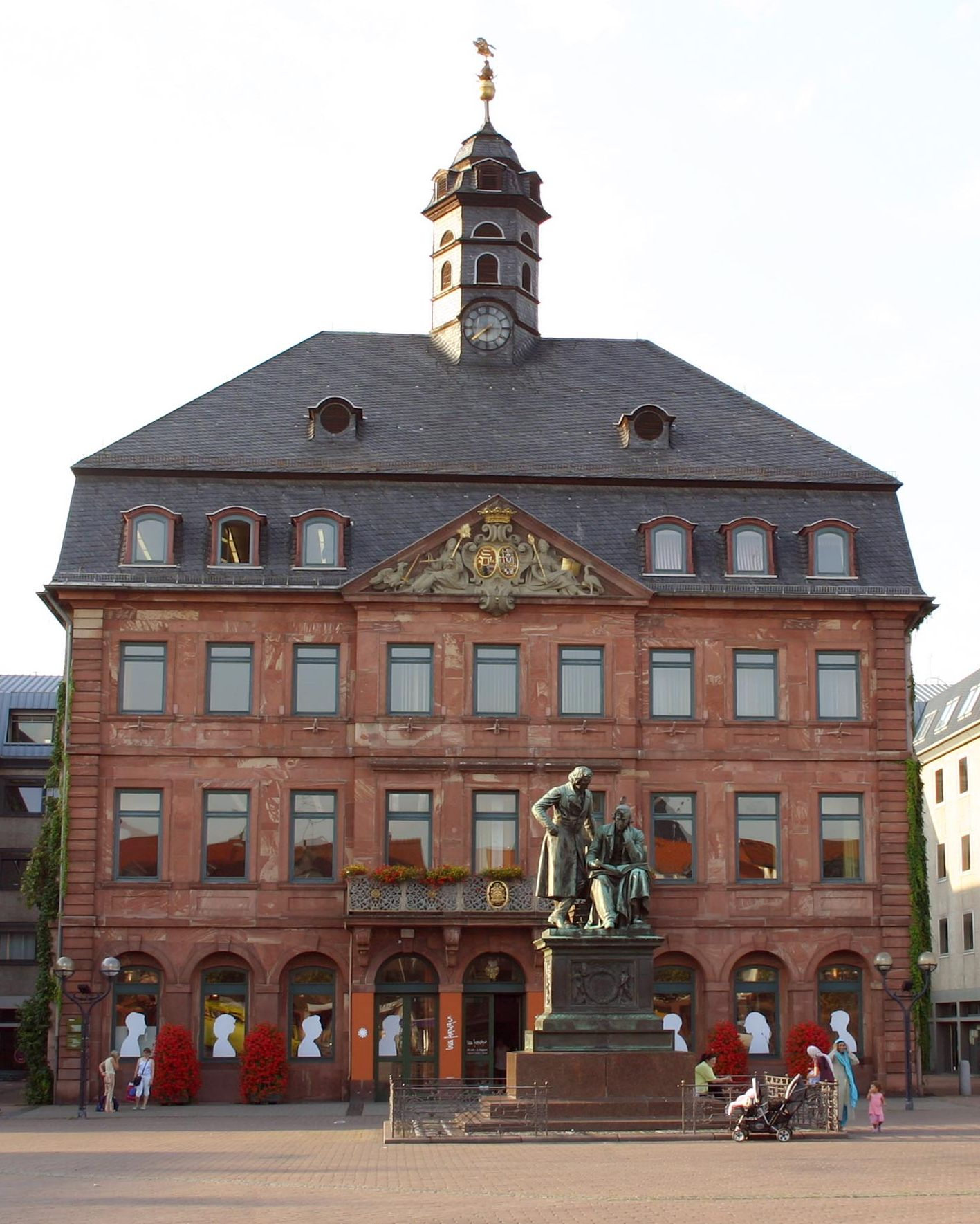
Il nuovo palazzo municipale
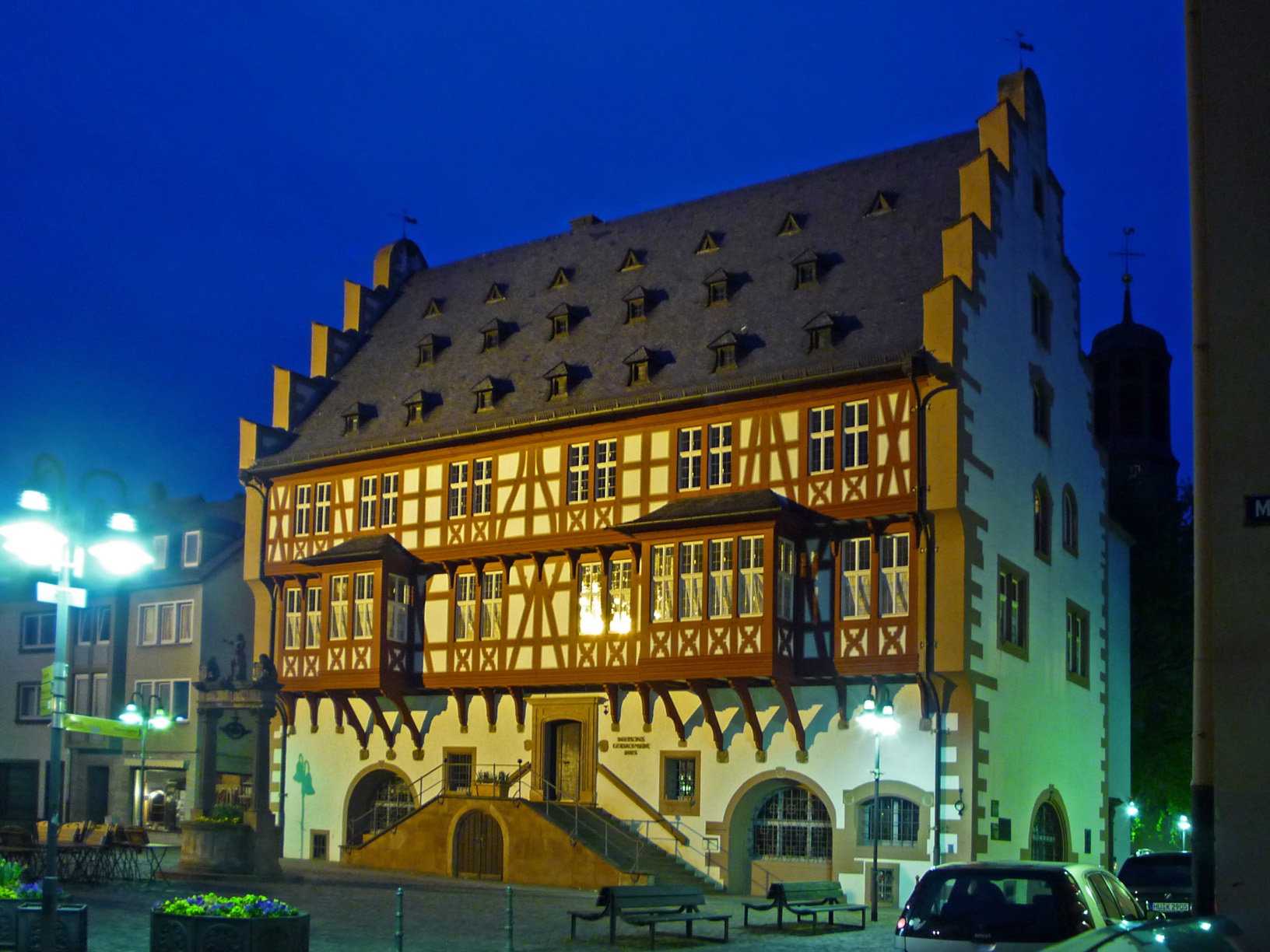
Antico palazzo municipale, ora Museo dell’arte orafa
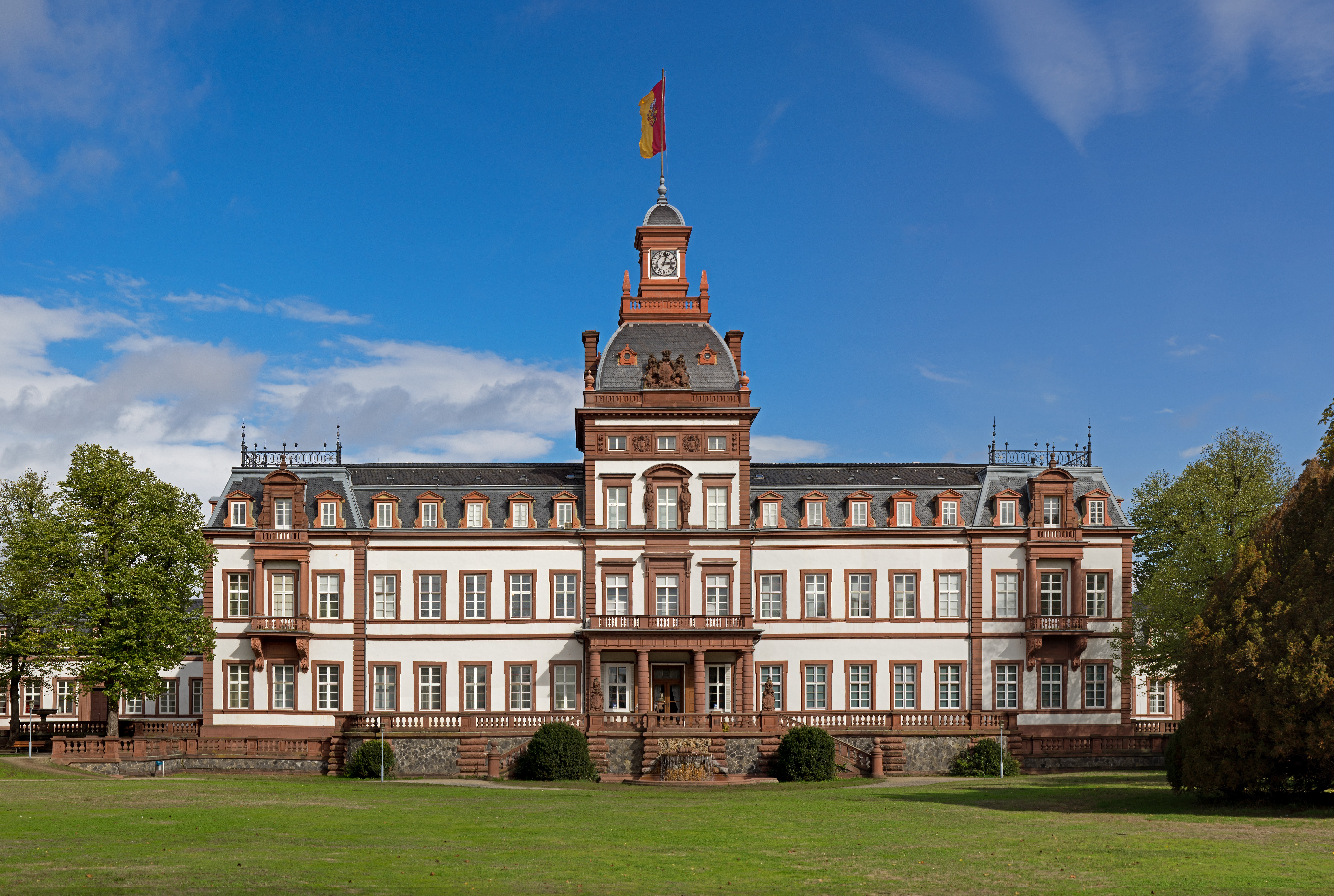
Castello di Philippsruhe
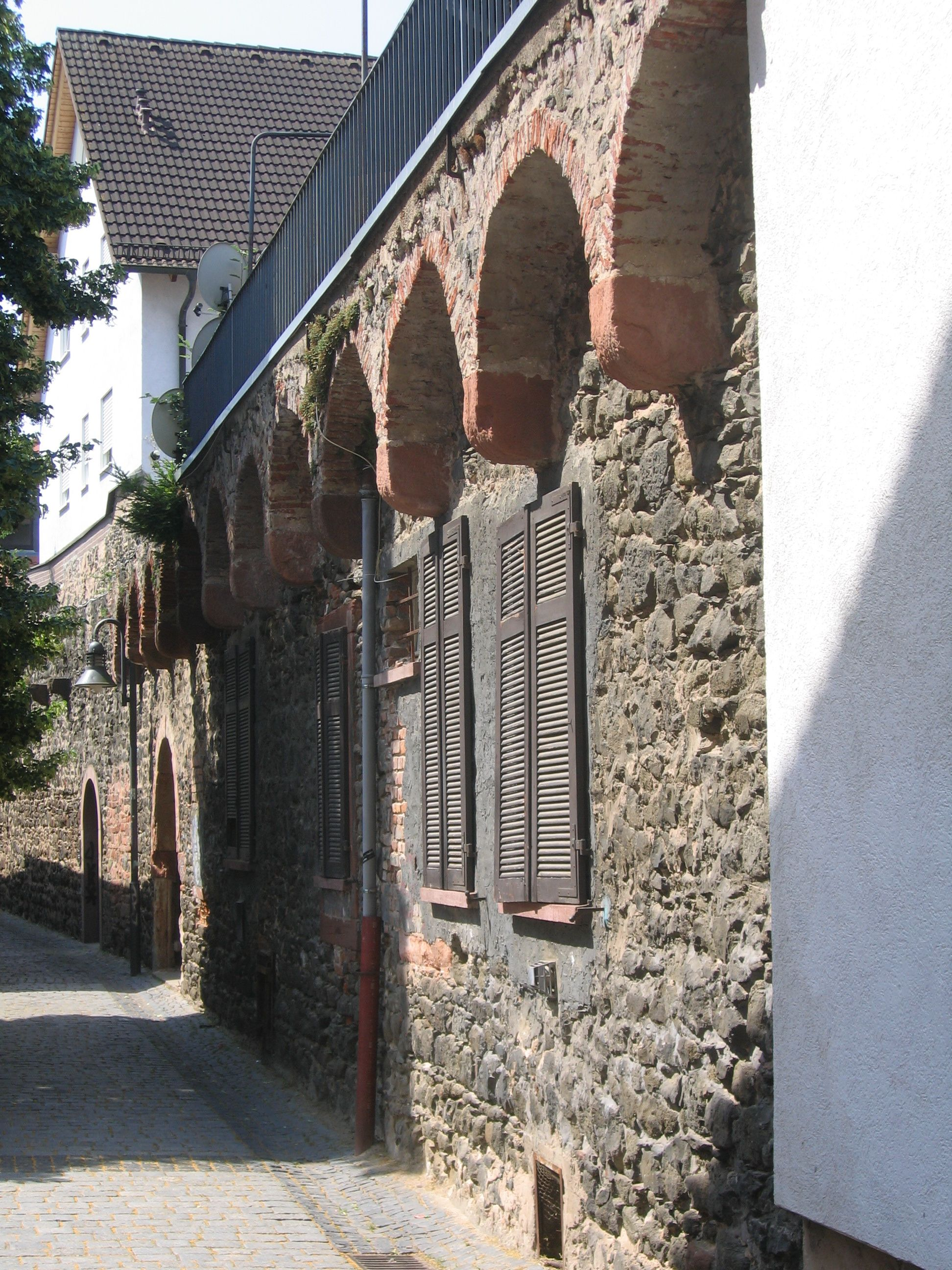
Resti delle antiche mura nella città vecchia
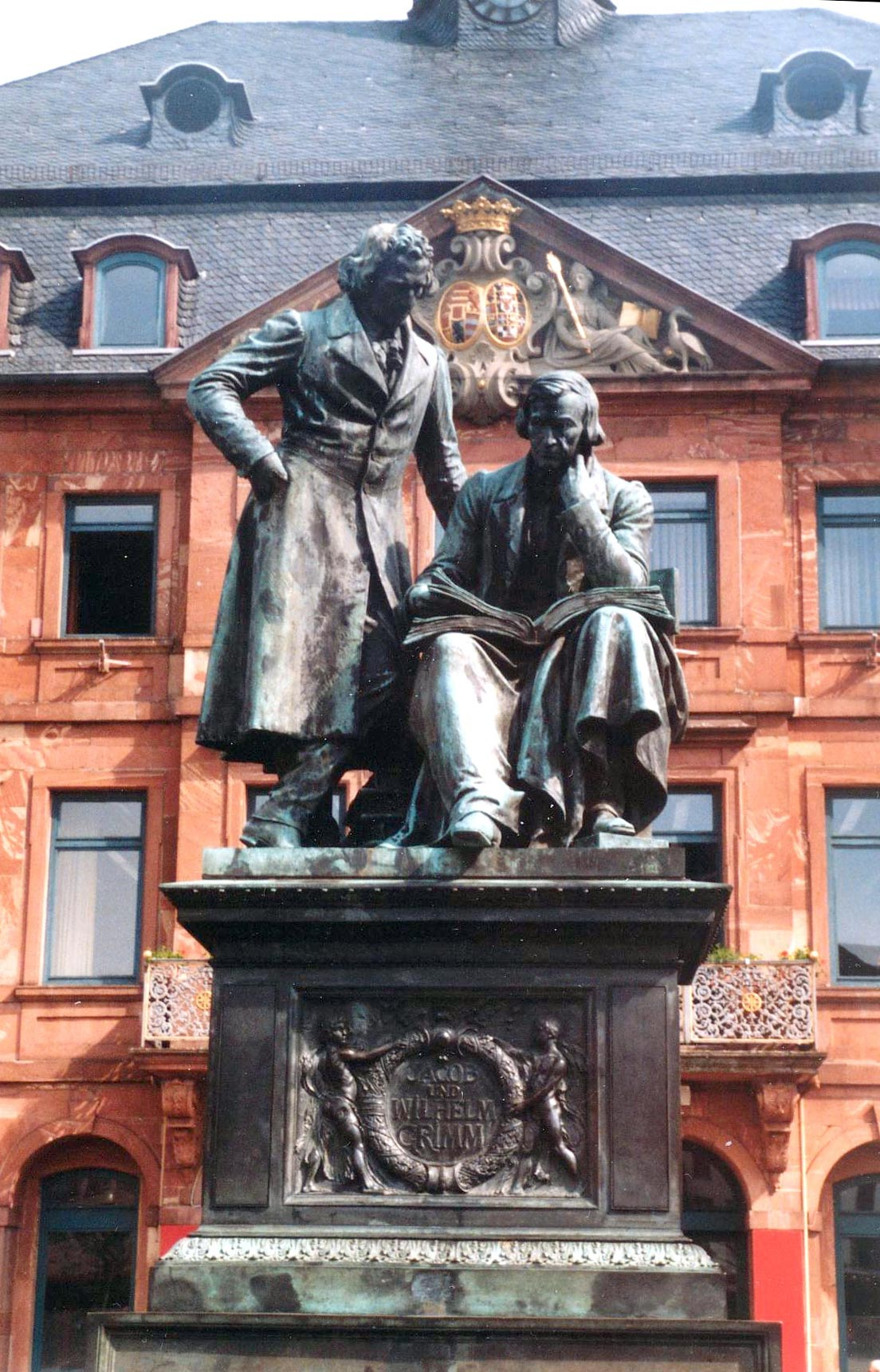
Monumento ai fratelli Grimm